# 지조
지조(Zizo, 본명: 민주홍, 1986년 1월 1일 ~ )는 대한민국의 래퍼이다.
《Show Me The Money 2》에 참가해 준우승을 차지했다.

## 학력
- 서울예술대학 광고창작과

## 음반
- 《Take Project #3 프리스타일 랩배틀 2011》 (with 리오 케이코아, 팔로알토, 울티마, 산이) (2011년)
- 《쇼미더머니2 Part 3》 (2012년)
- 《brilliant is》 (with 스컬, 하하, 긱스, 지코, 매드 클라운, 스윙스, 더블 케이, 소울 다이브, 허경환, 김지민) (2013년)
- 《겨울 해운대》 (2014년)
- 《2014 라바 응원가 `따봉` - 2014 Fight Song Of Larva `Ta bom`》(2014년)
- 《SPY》 (2014년)
- 《Nice Service 1/2》 (2014년)
- 《트리플 악셀》 (2015년)
- 《다이빙》 (2015년)
- 《다녀왔습니다》 (2016년)
- 《다이너마이트 소녀》 (2017년)
- 《WHAT SUB?》 (with 하하, 이동민, 조원우)  (2017년)
- 《제목이 뭐더라》 (2018년)
- 《쇄빙선》 (2019년)

투게더 브라더스
- 《청춘의 소리》 (2011년)
- 《한강 하류》 (2011년)
- 《RADIO STATION》 (2012년)
- 《하모니》 (2012년)
- 《KEYSTONE COMBI》 (2017년)

### OST
- 《힙한 선생 OST Part.1》 (2017년)

## 가수 외 활동

### 방송
- 《Show Me The Money 2》 (2013년, Mnet)
- 《Show Me The Money 8》 (2019년, Mnet)
- 《지조있는 밤》(국방FM)
- 《위플레이 시즌2》 (2020년, NQQ)
- 《국가가 부른다》 게스트 (2022년, TV CHOSUN)

### 드라마
- 《한여름의 추억》 (2017년, JTBC) - 라디오 DJ 역
- 《힙한 선생》 (2017년, JTBC) - 마초킹 역
- 《힙합왕 - 나스나길》 (2019년, SBS) - (특별출연)

### 영화
- 《투 올드 힙합 키드》 (2012년)

### 라디오
- 《미스터 라디오》 (2023년 6월 11일 · 18일, 스페셜 DJ)